# بيرنارد مينساه
بيرنارد مينساح (بالإنجليزية: Bernard Mensah)‏ (17 أكتوبر 1994 بأكرا في غانا - ) هو لاعب كرة قدم غاني في مركز الوسط. شارك مع منتخب غانا لكرة القدم. أما مع النوادي، فقد لعب مع أتلتيكو مدريد وفيتوريا دي غيماريش ونادي خيتافي وVitória S.C. B ‏.

## وصلات خارجية
- بيرنارد مينساح على موقع اتحاد تركيا (لاعب) (الإنجليزية)
- بيرنارد مينساح على موقع قاعدة بيانات كرة القدم.إي يو (الإنجليزية)
- بيرنارد مينساح على موقع ناشيونال فوتبول تيمز (الإنجليزية)
- بيرنارد مينساح على موقع Soccerbase.com (لاعب) (الإنجليزية)
- بيرنارد مينساح على موقع Soccerway.com (الإنجليزية)
- بيرنارد مينساح على موقع عالم كرة القدم.نت (الإنجليزية)
- بيرنارد مينساح على موقع AS.com (الإسبانية)